# Euphorbia scripta
Euphorbia scripta là một loài thực vật có hoa trong họ Đại kích. Loài này được Sommier & Levier mô tả khoa học đầu tiên năm 1892.